# 玉村剛史
玉村 剛史（たまむら たけし、1970年7月16日 - ）は、日本の実業家。株式会社光通信代表取締役社長兼COO（2003年6月 - ）。

## 来歴
東京都生まれ。1990年3月に國學院高等学校を卒業後、1991年4月に光通信に入社する。
OA機器販売事業、移動体通信事業、インターネット事業等の営業部門を歴任し、モバイル・コンテンツ分野等での新事業の育成にも携わった。2000年以降の販売店舗の統廃合等の事業リストラを実施。
2003年6月、光通信創業者である重田康光から引き継ぎ、代表取締役社長兼COOに就任した。なお、『フォーブス ジャパン』の選ぶ「日本の社長力ランキング2015」において、第5位にランクされた。

## 略歴
- 1991年（平成3年）4月 - 株式会社光通信に入社
- 1996年（平成8年）1月 - OA機器事業部関東ブロック部長
- 1996年（平成8年）11月 - 光通信取締役に就任
- 1996年（平成8年）12月 - 移動体九州事業部長兼沖縄事業部長
- 1997年（平成9年）9月 - 移動体関東事業部長兼中部事業部長
- 1998年（平成10年）9月 - 移動体事業営業本部長
- 1999年（平成11年）9月 - 情報通信事業統括本部情報通信事業本部長
- 1999年（平成11年）11月 - 光通信常務取締役に就任、兼株式会社釣りビジョン取締役に就任
- 2000年（平成12年）6月 - 情報通信事業統括本部長
- 2000年（平成12年）11月 - 光通信取締役最高執行責任者に就任
- 2000年（平成12年）12月 - 株式会社アイー・イーグループ代表取締役社長、株式会社ファイブエニー取締役に就任
- 2001年（平成13年）6月 - 株式会社クレイフィッシュ（現e-まちタウン株式会社）代表取締役会長に就任[3]
- 2001年（平成13年）9月 - 取締役副社長法人事業本部長に就任
- 2003年（平成15年）6月 - 株式会社光通信代表取締役社長兼COOに就任[1]
- 2014年（平成26年）10月 - 株式会社EPARK代表取締役社長に就任
- 2019年（令和元年）6月 - 株式会社光通信取締役副会長に就任（現任）
- 2021年（令和3年）3月 - 株式会社EPARK代表取締役会長に就任（現任）